# بوكا راتون
بوكا راتون (بالإنجليزية: Boca Raton, Florida)‏ هي مدينة تقع في مقاطعة بالم بيتش (فلوريدا) بولاية فلوريدا في الولايات المتحدة. تأسست عام 1895، تبلغ مساحتها 75.4 (كم²)، وترتفع عن سطح البحر م، بلغ عدد سكانها 89407 نسمة في عام 2010 حسب إحصاء مكتب تعداد الولايات المتحدة وتصل الكثافة السكانية فيها 1061.7 نسمة/كم2.

## التركيبة السكانية
حدّد مكتب تعداد الولايات المتحدة بيانات التركيبة السكانية لبوكا راتون في تعداد الولايات المتحدة. في ما يلي، التركيبة السكانية حسب تعدادي 2000 و2010.

### تعداد عام 2000
بلغ عدد سكان بوكا راتون 74,764 نسمة بحسب تعداد عام 2000، وبلغ عدد الأسر 31,848 أسرة وعدد العائلات 20,004 عائلة مقيمة في المدينة. في حين سجلت الكثافة السكانية 913.9 نسمة لكل كيلومتر مربع (2,367.0/ميل2). وبلغ عدد الوحدات السكنية 37,547 وحدة بمتوسط كثافة قدره 459 لكل كيلومتر مربع (1,188.8/ميل2).
وتوزع التركيب العرقي للمدينة بنسبة 90.75% من البيض و3.76% من الأمريكيين الأفارقة و0.16% من الأمريكيين الأصليين و1.99% من الأمريكيين ذوي الأصول الآسيوية و0.04% من سكان جزر المحيط الهادئ و1.39% من الأعراق الأخرى و1.90% من عرقين مختلطين أو أكثر و8.51% من الهسبانيون أو اللاتينيون من أي عرق.
بلغ عدد الأسر 31,848 أسرة كانت نسبة 25.3% منها لديها أطفال تحت سن الثامنة عشر تعيش معهم، وبلغت نسبة الأزواج القاطنين مع بعضهم البعض 53.1% من أصل المجموع الكلي للأسر، ونسبة 7.1% من الأسر كان لديها معيلات من الإناث دون وجود شريك، بينما كانت نسبة 2.6% من الأسر لديها معيلون من الذكور دون وجود شريكة وكانت نسبة 37.2% من غير العائلات. تألفت نسبة 29.5% من أصل جميع الأسر من عدة أفراد يعيشون في نفس المنزل ونسبة 11.6% كانت تتألف من شخص يعيش بمفرده يبلغ من العمر 65 عاماً أو أكثر. وبلغ متوسط حجم الأسرة المعيشية 2.26، أما متوسط حجم العائلات فبلغ 2.81.
بلغ العمر الوسطي للسكان 42.9 عاماً. وكانت نسبة 18.8% من القاطنين تحت سن الثامنة عشر، وكانت نسبة 5.7% بين الثامنة عشر والرابعة والعشرين عاماً، ونسبة 26.2% كانت واقعةً في الفئة العمرية ما بين الخامسة والعشرين والرابعة والأربعين عاماً، ونسبة 26.6% كانت ما بين الخامسة والأربعين والرابعة والستين، ونسبة 18.9% كانت ضمن فئة الخامسة والستين عاماً فما فوق. يوجد لكل 100 أنثى 96.4 ذكر، ويوجد لكل 100 أنثى في الثامنة عشر من عمرها فما فوق 94.2 ذكر.
بلغ متوسط دخل الأسرة في المدينة 58,173 دولارًا، أما متوسط دخل العائلة فبلغ 73,597 دولارًا. وكان متوسط دخل الذكور 51,203 دولارًا مقابل 33,285 دولارًا للإناث. وسجل دخل الفرد الخاص بالمدينة 43,604 دولارًا. وكانت نسبة 4.1% من العائلات ونسبة 6.6% من السكان تحت خط الفقر، وكان من هؤلاء نسبة 6.2% تحت سن الثامنة عشر ونسبة 4.6% في الخامسة والستين من العمر وما فوق.

## معرض صور

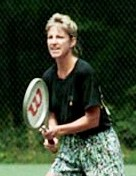
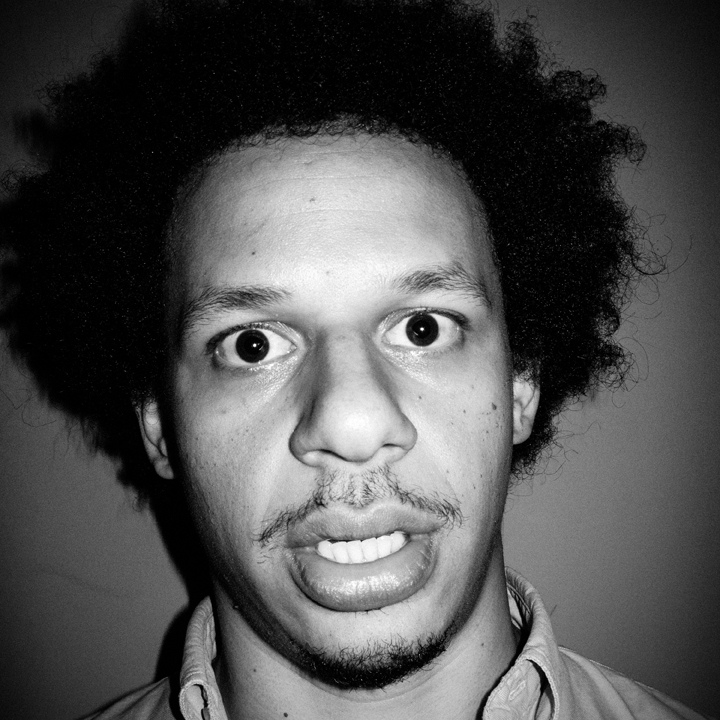
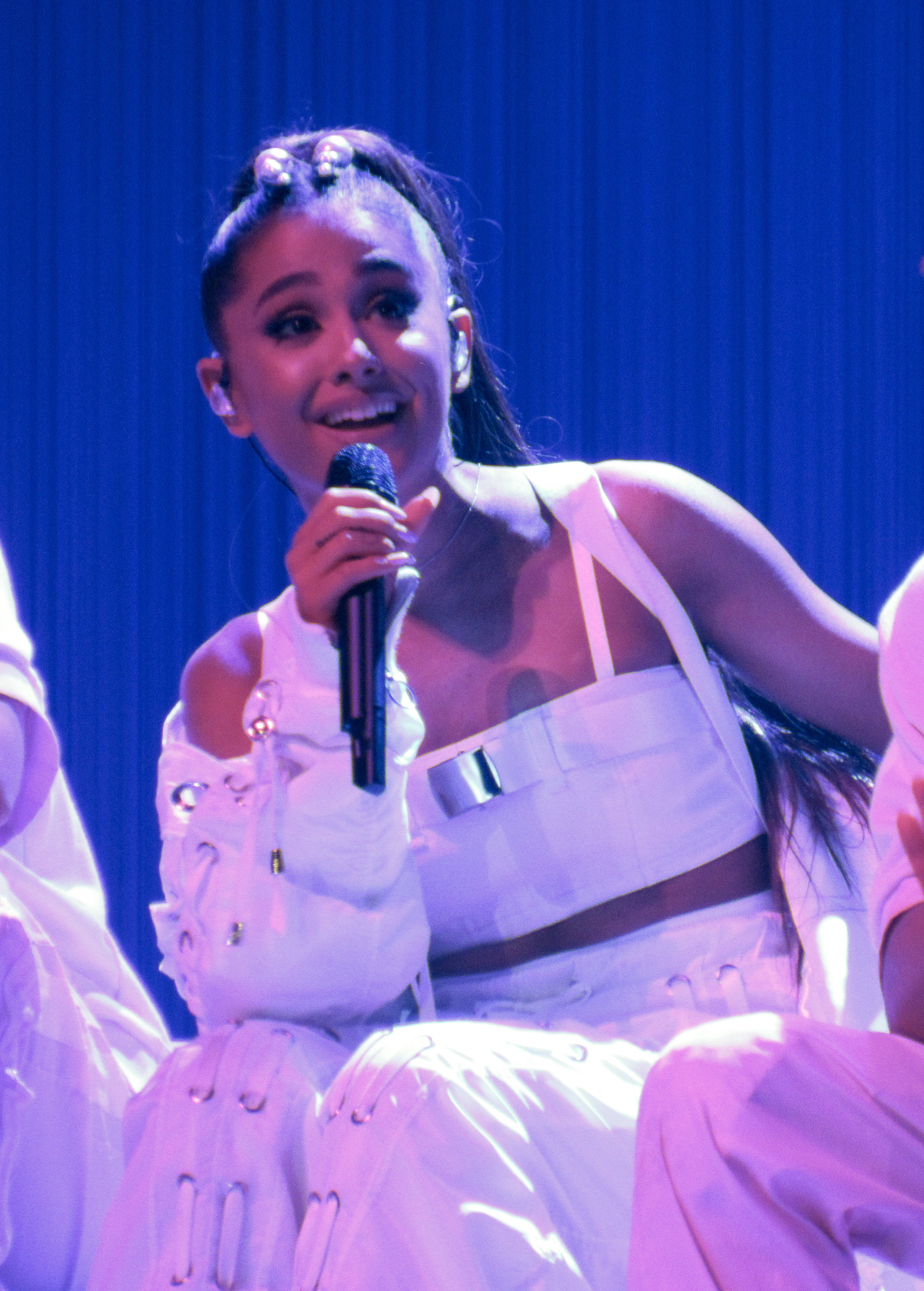
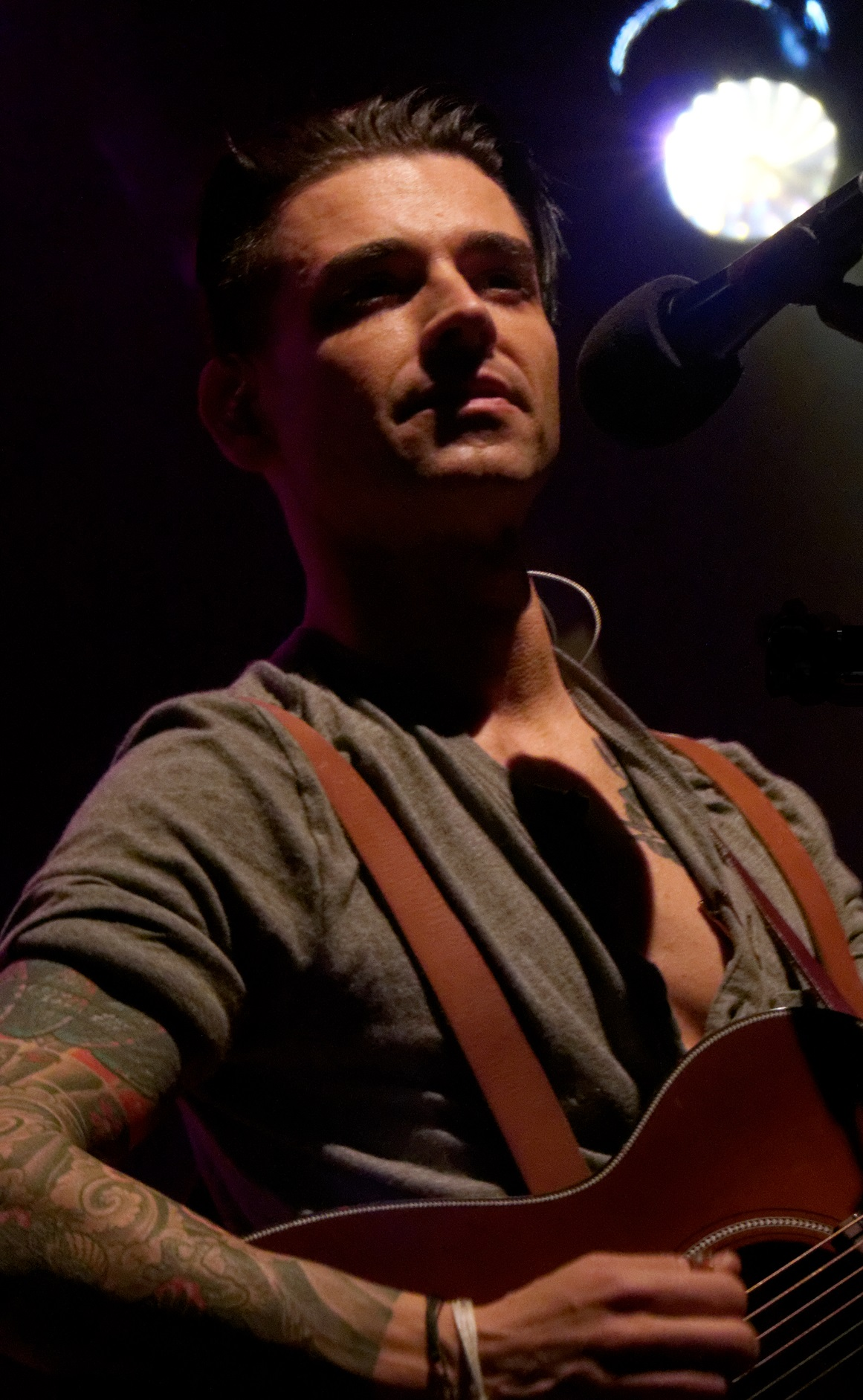

### تعداد عام 2010
بلغ عدد سكان بوكا راتون 84,392 نسمة بحسب تعداد عام 2010، وبلغ عدد الأسر 36,778 أسرة وعدد العائلات 21,601 عائلة مقيمة في المدينة. في حين سجلت الكثافة السكانية 1,031.6 نسمة لكل كيلومتر مربع (2,671.8/ميل2). وبلغ عدد الوحدات السكنية 44,539 وحدة بمتوسط كثافة قدره 544.4 لكل كيلومتر مربع (1,410.0/ميل2).
وتوزع التركيب العرقي للمدينة بنسبة 88.48% من البيض و5.23% من الأمريكيين الأفارقة و0.19% من الأمريكيين الأصليين و2.42% من الأمريكيين ذوي الأصول الآسيوية و0.05% من سكان جزر المحيط الهادئ و1.98% من الأعراق الأخرى و1.65% من عرقين مختلطين أو أكثر و11.87% من الهسبانيون أو اللاتينيون من أي عرق.
بلغ عدد الأسر 36,778 أسرة كانت نسبة 22.8% منها لديها أطفال تحت سن الثامنة عشر تعيش معهم، وبلغت نسبة الأزواج القاطنين مع بعضهم البعض 46.7% من أصل المجموع الكلي للأسر، ونسبة 8.3% من الأسر كان لديها معيلات من الإناث دون وجود شريك، بينما كانت نسبة 3.7% من الأسر لديها معيلون من الذكور دون وجود شريكة وكانت نسبة 41.3% من غير العائلات. تألفت نسبة 32.2% من أصل جميع الأسر من عدة أفراد يعيشون في نفس المنزل ونسبة 13.1% كانت تتألف من شخص يعيش بمفرده يبلغ من العمر 65 عاماً أو أكثر. وبلغ متوسط حجم الأسرة المعيشية 2.20، أما متوسط حجم العائلات فبلغ 2.79.
بلغ العمر الوسطي للسكان 45.4 عاماً. وكانت نسبة 17.2% من القاطنين تحت سن الثامنة عشر، وكانت نسبة 11.2% بين الثامنة عشر والرابعة والعشرين عاماً، ونسبة 21% كانت واقعةً في الفئة العمرية ما بين الخامسة والعشرين والرابعة والأربعين عاماً، ونسبة 29.7% كانت ما بين الخامسة والأربعين والرابعة والستين، ونسبة 21% كانت ضمن فئة الخامسة والستين عاماً فما فوق. وتوزع التركيب الجنسي للسكان بنسبة 48.9% ذكور و51.1% إناث.

## أعلام
- دوين هانسون
- إكس إكس إكس تنتاسيون
- إريك أندريه
- ماريا كول
- دانيال كيز
- ريتشارد دبليو. مايو
- تيم غوليكسون
- أريانا غراندي
- شون بيردي
- تروي جنتيل
- ماثيو برابهام

## وصلات خارجية
- www.ci.boca-raton.fl.us